# Ariadne Oliver
Ariadne Oliver krimiírónő Agatha Christie regényeiben, az írónő önmagáról mintázott karikatúrája. Első ízben a Parker Pyne nyomoz című kötetben jelent meg.

## Egyénisége
Kedves középkorú hölgy, nemes vágású arccal, határozott szemöldökkel, ősz hajjal, gyakran változó frizurával. A maga módján kellemes külsejű nagydarab asszony. Óriási mennyiségű almát eszik. Alkotójához hasonlóan ő is antialkoholista. Feminista nézeteket vall, visszatérő megjegyzése a Bezzeg, ha egy nő volna a Scotland Yard vezetője...
Állandó regényalakja Sven Hjerson, a vegetariánus finn detektív, akit szívből utál, méghozzá azért, mert kezdetben nem tudott semmit a finnekről és emiatt pontatlanul írt. Ariadne Oliver szívesen meggyilkolná Sven Hjersont, mint ahogy Agatha Christie is ezt nyilatkozta a Daily Mailnek Hercule Poirot-val kapcsolatban.
Az írást nem tartja élvezetesnek, hanem kemény munkának. Sikeres krimiszerzőként nehezére esik elviselnie rajongóit, és azt is nehezen tűri, hogy műveinek színpadra alkalmazása során átalakítsák az általa kitalált szereplőket.

## Művek Ariadne Oliver szereplésével
- Parker Pyne nyomoz (1934)
- Nyílt kártyákkal (1936)
- Mrs McGinty halott (1952)
- Gloriett a hullának (1956)
- Bűbájos gyilkosok (1961)
- Harmadik lány (1966)
- Halloween és halál (1969)
- Az elefántok nem felejtenek (1972)

A Nyílt kártyákkal című regény azonos című színpadi változatát 1981-ben mutatta be a londoni Vaudeville Theathre, ahol Ariadne Oliver szerepét Margaret Courtenay alakította.